# Es Castell
Es Castell ist eine Gemeinde auf Menorca, Spanien. Sie liegt im Osten der Insel, am Eingang des Hafens von Maó und ist die östlichste Stadt der Insel und Spaniens. Die Gemeinde hat 7.772 Einwohner (Stand: 2024). Der Ausländeranteil im Jahr 2006 betrug 16,1 % (1.200), der Anteil deutscher Einwohner 0,6 % (44).

## Name
Der Name Es Castell wird seit 1985 offiziell verwendet, auch der vorherige Name Villacarlos ist teilweise noch im Gebrauch.
Die Stadt hatte in ihrer Geschichte eine Vielzahl von Namen:
- Castello Sant Felip
- s’Arrabal de Sant Felip
- La Rabal Nova
- Georgetown (1771, zu Ehren des englischen Königs Georg III.)
- Real Villa San Carlos (1782, zu Ehren des spanischen Königs Karl III.)
- Villacarlos (bis 1985)

## Geschichte
Die Stadt hat ihren Namen vom Castell de San Felipe, in dessen Nähe der erste Stadtteil gegründet wurde. Jene Festung wurde als Antwort auf Invasion der türkischen Armee errichtet; konkret überfiel der osmanische Korsar und Kapudan Pascha Barbarossa 1535 Maó als Vergeltungsmaßnahme für die Eroberung von Tunis durch Karl V. einige Monate zuvor. Der Bau der Festung wurde jedoch erst einige Jahre später von Philipp II. angeordnet, der zu dieser Zeit die spanischen Besitztümer seines Vaters verwaltete. Im Jahr 1558 schließlich waren die Befestigungen der Burg bewaffnet und man konnte Angriffe von osmanischer Seite abwehren. Dies bewirkte, dass sich viele Menschen aus der Umgebung nahe den Mauern der Burg ansiedelten und einen permanent bewohnten Ort zu bilden, der über die Jahre wuchs und den Namen s'Arrabal de Sant Felip trug.
Im 1708 wurde Maó, zu dem der Ort damals noch gehörte, von den Briten erobert. Der Friede von Utrecht (1713) bestätigte die Zugehörigkeit zum britischen Empire. Im Siebenjährigen Krieg wurde die Insel 1756 von Frankreich besetzt, im Pariser Frieden 1763 aber wieder den Briten zugesprochen. Während dieser zweiten britischen Herrschaft über die Insel (1763–1782) wurden die Einwohner von s'Arrabal de Sant Felip, das immer noch nahe der Burgmauern lag, vertrieben, da die Lage des Orts ein ernstzunehmendes Problem für die Verteidigung der Festung darstellte. Aufgrund dessen siedelten die Bewohner weiter weg an einen Ort namens La Rabal Nova. Der Ort wurde gemäß einer rechtwinkligen Stadtplanung errichtet, die im Zentrum großzügig Platz für Waffenlager ließ, welche wiederum von Kasernen umfasst waren. Auch vergrößerten die Briten die Festung in beträchtlichem Maße.
Französisch-spanische Truppen eroberten und zerstörten die Festung jedoch 1782 im Glauben, die Insel später mit den Briten gegen Gibraltar tauschen zu können.
Während der dritten britischen Kontrolle über die Insel (1798–1802) wurde mit dem Wiederaufbau der Burg und ihrer Bollwerke begonnen. Die Bauarbeiten wurden jedoch gestoppt, als sich deutlich abzeichnete, dass Menorca wieder an die Spanier fallen würde. Die Briten tauften die Stadt vom Namen Sant Jordi, wie sie einige Jahre zuvor von ihren Einwohnern genannt wurde, in Georgetown um. Zu dieser Zeit trennte sich die Stadt von Maó und genießt seither städtische Autonomie.
| Jahr      | 1842  | 1877  | 1887  | 1900  | 1910  | 1920  | 1930  | 1940  | 1950  | 1960  | 1970  | 1981  | 1991  | 2001  | 2011  |
| --------- | ----- | ----- | ----- | ----- | ----- | ----- | ----- | ----- | ----- | ----- | ----- | ----- | ----- | ----- | ----- |
| Einwohner | 1.900 | 1.781 | 2.581 | 2.462 | 2.625 | 2.508 | 2.806 | 2.284 | 2.174 | 2.060 | 2.575 | 3.637 | 5.389 | 6.424 | 7.990 |

## Feste
Es Castell feiert jedes Jahr vom 24. bis 26. Juli das lokale Fest zu Ehren von San Jaume (spanisch: „Fiestas patronales de Sant Jaume“, dt.: St. Georg – im Wappen abgebildet). Im Mittelpunkt des Festes steht – typisch für Menorca – das Pferd. Beim sogenannten „Jaleo“ führen die Reiter (Spanisch / Katalanisch: Caixers) im Zentrum der Stadt zu Volksmusik auf ihren Pferden diverse artistische Kunststücke vor. Das typische Getränk bei den Festen ist die Pomada. Der auf Menorca hergestellte Gin Xoriguer wird mit Zitronenlimonade in kleinen Plastikgläsern serviert.

## Städtepartnerschaft
Es Castell ist mit Jabalquinto in der spanischen Provinz Jaén partnerschaftlich verbunden.

## In Es Castell geboren
- Francisco Vallejo Pons (* 1982), Schachspieler

## Gedenksteine
In Es Castell wurden jeweils ein Remembrance Stone und ein Stolperstein verlegt. Die Steine sind Pere Miret Preto (1888–1935) und Josep Maria Van-Walre Coloma (1902–1942) gewidmet.